# Zachir Dżafarow
Zachir Mais Ogły Dżafarow (ros. Захир Маис Оглы Джафаров, ur. 1 października 1998 w Niżnym Nowogrodzie) – rosyjski skoczek narciarski od 2025 reprezentujący Azerbejdżan. Medalista mistrzostw Rosji.

## Przebieg kariery
24 lutego 2018 zadebiutował w zawodach FIS Cup, zajmując 48. miejsce w Villach. Dzień później zdobył pierwsze punkty tego cyklu, zajmując 28. lokatę. 15 września 2018 zadebiutował w Letnim Pucharze Kontynentalnym; w swoim pierwszym starcie został zdyskwalifikowany.
Po sezonie 2024/2025 zdecydował się reprezentować barwy Azerbejdżanu.
Dżafarow zdobywał medale mistrzostw Rosji: w konkursach drużynowych srebrny latem 2018 i złoty latem 2021, a indywidualnie zimą 2018  brązowy na skoczni normalnej. 

## Letni Puchar Kontynentalny

### Miejsca w poszczególnych konkursachLetniego Pucharu Kontynentalnego
| Źródło                                                                        | Źródło      | Źródło        | Źródło      | Źródło         | Źródło      | Źródło      | Źródło     | Źródło     | Źródło         | Źródło         | Źródło            | Źródło            | Źródło | Źródło | Źródło | Źródło | Źródło | Źródło | Źródło | Źródło | Źródło | Źródło | Źródło | Źródło | Źródło | Źródło |
| ----------------------------------------------------------------------------- | ----------- | ------------- | ----------- | -------------- | ----------- | ----------- | ---------- | ---------- | -------------- | -------------- | ----------------- | ----------------- | ------ | ------ | ------ | ------ | ------ | ------ | ------ | ------ | ------ | ------ | ------ | ------ | ------ | ------ |
| 2018                                                                          |             |               |             |                |             |             |            |            |                |                |                   |                   |        |        |        |        |        |        |        |        |        |        |        |        |        |        |
| Kranj HS109                                                                   | Kranj HS109 | Szczyrk HS106 | Wisła HS134 | Frenštát HS106 | Stams HS115 | Stams HS115 | Oslo HS106 | Oslo HS106 | Zakopane HS140 | Zakopane HS140 | Klingenthal HS140 | Klingenthal HS140 | punkty |        |        |        |        |        |        |        |        |        |        |        |        |        |
| -                                                                             | -           | -             | -           | -              | -           | -           | dq         | 34         | 33             | 47             | 49                | -                 | 0      |        |        |        |        |        |        |        |        |        |        |        |        |        |
| Legenda                                                                       |             |               |             |                |             |             |            |            |                |                |                   |                   |        |        |        |        |        |        |        |        |        |        |        |        |        |        |
| 1 2 3 4-10 11-30 poniżej 30 dq – dyskwalifikacja - − zawodnik nie wystartował |             |               |             |                |             |             |            |            |                |                |                   |                   |        |        |        |        |        |        |        |        |        |        |        |        |        |        |

## FIS Cup

### Miejsca w klasyfikacji generalnej
| Sezon     | Miejsce |
| --------- | ------- |
| 2017/2018 | 180.    |
| 2019/2020 | 148.    |

### Miejsca w poszczególnych konkursachFIS Cupu
| Źródło                                                                        | Źródło        | Źródło           | Źródło           | Źródło           | Źródło           | Źródło           | Źródło           | Źródło         | Źródło         | Źródło         | Źródło         | Źródło         | Źródło         | Źródło               | Źródło               | Źródło         | Źródło         | Źródło         | Źródło         | Źródło       | Źródło       | Źródło | Źródło | Źródło | Źródło | Źródło | Źródło | Źródło | Źródło | Źródło | Źródło | Źródło | Źródło | Źródło | Źródło | Źródło | Źródło | Źródło | Źródło |
| ----------------------------------------------------------------------------- | ------------- | ---------------- | ---------------- | ---------------- | ---------------- | ---------------- | ---------------- | -------------- | -------------- | -------------- | -------------- | -------------- | -------------- | -------------------- | -------------------- | -------------- | -------------- | -------------- | -------------- | ------------ | ------------ | ------ | ------ | ------ | ------ | ------ | ------ | ------ | ------ | ------ | ------ | ------ | ------ | ------ | ------ | ------ | ------ | ------ | ------ |
| Sezon 2017/2018                                                               |               |                  |                  |                  |                  |                  |                  |                |                |                |                |                |                |                      |                      |                |                |                |                |              |              |        |        |        |        |        |        |        |        |        |        |        |        |        |        |        |        |        |        |
| Villach HS98                                                                  | Villach HS98  | Kuopio HS127     | Kuopio HS127     | Kandersteg HS106 | Kandersteg HS106 | Râșnov HS100     | Râșnov HS100     | Whistler HS104 | Whistler HS104 | Notodden HS100 | Notodden HS100 | Zakopane HS140 | Zakopane HS140 | Planica HS102        | Planica HS102        | Rastbüchl HS78 | Rastbüchl HS78 | Villach HS98   | Villach HS98   | Falun HS100  | punkty       | punkty | punkty | punkty | punkty | punkty | punkty | punkty | punkty | punkty | punkty | punkty | punkty | punkty | punkty | punkty | punkty | punkty | punkty |
| -                                                                             | -             | -                | -                | -                | -                | -                | -                | -              | -              | -              | -              | -              | -              | -                    | -                    | -              | -              | 48             | 28             | -            | 3            | 3      | 3      | 3      | 3      | 3      | 3      | 3      | 3      | 3      | 3      | 3      | 3      | 3      | 3      | 3      | 3      | 3      | 3      |
| Sezon 2019/2020                                                               |               |                  |                  |                  |                  |                  |                  |                |                |                |                |                |                |                      |                      |                |                |                |                |              |              |        |        |        |        |        |        |        |        |        |        |        |        |        |        |        |        |        |        |
| Szczyrk HS104                                                                 | Szczyrk HS104 | Szczuczyńsk HS99 | Szczuczyńsk HS99 | Ljubno HS94      | Ljubno HS94      | Pjongczang HS109 | Pjongczang HS109 | Râșnov HS97    | Râșnov HS97    | Villach HS98   | Villach HS98   | Notodden HS98  | Notodden HS98  | Oberwiesenthal HS105 | Oberwiesenthal HS105 | Zakopane HS140 | Zakopane HS140 | Rastbüchl HS78 | Rastbüchl HS78 | Villach HS98 | Villach HS98 | punkty |        |        |        |        |        |        |        |        |        |        |        |        |        |        |        |        |        |
| -                                                                             | -             | 30               | 24               | -                | -                | -                | -                | -              | -              | -              | -              | -              | -              | -                    | -                    | -              | -              | -              | -              | -            | -            | 8      |        |        |        |        |        |        |        |        |        |        |        |        |        |        |        |        |        |
| Legenda                                                                       |               |                  |                  |                  |                  |                  |                  |                |                |                |                |                |                |                      |                      |                |                |                |                |              |              |        |        |        |        |        |        |        |        |        |        |        |        |        |        |        |        |        |        |
| 1 2 3 4-10 11-30 poniżej 30 dq – dyskwalifikacja - − zawodnik nie wystartował |               |                  |                  |                  |                  |                  |                  |                |                |                |                |                |                |                      |                      |                |                |                |                |              |              |        |        |        |        |        |        |        |        |        |        |        |        |        |        |        |        |        |        |